# Österreichischer Grafikwettbewerb
Der Österreichische Grafikwettbewerb ist ein in Österreich und Südtirol ausgeschriebener Kunstpreis für Arbeiten in grafischen Techniken.

## Geschichte und Kriterien
Der Österreichische Grafikwettbewerb wurde 1952 auf Initiative von Paul Flora in Innsbruck ins Leben gerufen. er ist seither Bestandteil der österreichischen und Südtiroler Kunstszene. Mit der Gründung des Wettbewerbs setzte Paul Flora einen Impuls zur Belebung des Kulturlebens nach dem Zweiten Weltkrieg sowie zur Förderung von Künstlern und Künstlerinnen. Der Wettbewerb wird seither alle zwei Jahre durchgeführt, zuletzt als 38. Österr. Grafikwettbewerb 2023.
Teilnahmeberechtigt sind jeweils Kunstschaffende, die zumindest fünf Jahre ihren Wohnsitz in Österreich oder Südtirol hatten. Zugelassen waren und sind Werke aller grafischen Techniken (heute inklusive der neuen Medien): Zeichnung, Aquarell, Druckgrafik, Fotokopie und digitale Grafik in Form von Prints (der Bildträger muss aber ausschließlich Papier sein). Vom Wettbewerb ausgeschlossen sind Arbeiten auf Trägern wie Stein, Keramik, Glas und ähnlichen Materialien, sowie reine Fotografien und skulpturale Arbeiten.

## Preise
Es gab / gibt von Anfang an jeweils einen Hauptpreis des Landes Tirol und einen Hauptpreis der autonomen Provinz Südtirol. Dazu kamen im Laufe der Zeit infolge der wachsenden Bedeutung des Österr. Grafikwettbewerbs verschiedene Stiftungspreise, die inzwischen folgende Kategorien umfassen bzw. umfassten, wie: „Preis der Landeshauptstadt Innsbruck“, „Preise verschiedener Bundesländer“ (aktuell Wien, Niederösterreich, Oberösterreich, Kärnten, Burgenland, Vorarlberg), sowie seit 1972 einen „Preis der Raiffeisen-Landesbank Tirol“. In allen Jahren wurden neben den o. a. verschiedenen Preiskategorien auch sog. „Ankaufspreise“ vergeben.

## Preisträger und Preisträgerinnen (Haupt- und Stiftungspreise, Auswahl)
Martha Jungwirth (1987, Hauptpreis Land Tirol); Maria Lassnig (1982, Preis des Landes Kärnten); Gerhild Diesner (1958, Preis der Stadt Innsbruck); Arnulf Rainer (1966, Preis der Stadt Wien); Richard Hirschbäck (1966, Hauptpreis Land Tirol); Wil Frenken (1992, Hauptpreis Land Südtirol); Ludwig Merwart (1972, Preis der RLB Tirol); Adolf Frohner (1971, Hauptpreis des Landes Tirol); Hans Krenn (1973, Hauptpreis Land Tirol); Günther Selichar (2010, Preis der Stadt Innsbruck); Wolfgang Hollegha (1984, Preis der Stadt Wien); Peter Niedertscheider (1997, Preis der RLB Tirol); Caroline Heider (2011, Hauptpreis Land Tirol); Robert Hammerstiel (1973, Preis des Landes Niederösterreich); Nicole Six & Paul Petritsch (2009, Preis des Landes Oberösterreich); Gabriel Payer (2023, Preis des Landes Vorarlberg); Stefan Zsaitsits (2017, Hauptpreis Land Südtirol); Werner Reiterer (2011, Preis des Landes Niederösterreich); Manfred Schluderbacher (1993, Hauptpreis Land Tirol); u. v. a.